# مارك دي لا روزا
مارك دي لا روزا (بالإنجليزية: Mark De La Rosa؛ مواليد 31 أغسطس 1994) هو مُقاتل فنون قتالية مختلطة أمريكي.

## وصلات خارجية
لا توجد روابط لمواقع التواصل الاجتماعي.

- مارك دي لا روزا على موقع يو إف سي (الإنجليزية)
- مارك دي لا روزا على موقع شيردوغ (الإنجليزية)
- مارك دي لا روزا على موقع Tapology.com (الإنجليزية)